# NGC 608
NGC 608 je galaksija u zviježđu Trokut.

## Vanjske poveznice
- SEDS: NGC 0608